# چلیپا (گیاه)
چلیپا (نام علمی: Matthiola longipetala) نام یک گونه از سرده شب‌بو است.
چلیپا گیاهی از خانواده شب بو است که مثل گل تنباکو عطری شبیه به سوسن دارد و مناسب مناطق خنک و سرد است. عطر ملایم این گیاه از غروب شروع به منتشر شدن کرده و فضا اطرافش را خوشبو می‌کند.